# Governo La Marmora II
Il Governo La Marmora II è stato il sesto esecutivo del Regno d'Italia, il secondo guidato da Alfonso La Marmora.
Esso, nato in seguito alle dimissioni del governo precedente, è stato in carica dal 28 settembre 1864 al 31 dicembre 1865, per un totale di 459 giorni, ovvero 1 anno e 3 mesi e 2 giorni.
Questo esecutivo è stato altresì il primo del neonato Regno ad essere stato guidato da un Militare, per quanto vicino alla Destra storica e, al tempo, in vesti civili (nel successivo effettivamente militari).

## Compagine di governo

### Appartenenza politica
| Partito | Partito                 | Presidente | Ministri | Totale |
| ------- | ----------------------- | ---------- | -------- | ------ |
|         | Destra storica          | 1          | 5        | 6      |
|         | Indipendente (politica) | -          | 3        | 3      |

### Provenienza geografica
La provenienza geografica dei membri del Consiglio dei ministri si può così riassumere:
| Regione   | Presidente | Ministri | Totale |
| --------- | ---------- | -------- | ------ |
| Piemonte  | 1          | 3        | 4      |
| Lombardia | -          | 2        | 2      |
| Campania  | -          | 1        | 1      |
| Sicilia   | -          | 1        | 1      |
| Toscana   | -          | 1        | 1      |

### Situazione parlamentare
NOTA: Ai tempi del Regno d'Italia, poiché secondo lo Statuto Albertino il governo rispondeva nei fatti al solo Re, la fiducia parlamentare in senso moderno non era obbligatoria (ed in tal senso vari sono stati i casi di formazione di un governo palesemente privo di tale supporto). La prassi di determinare la sopravvivenza dell’esecutivo in base al supporto parlamentare, dunque, si è andata sviluppando solo successivamente, specie con l’ascesa dei partiti di massa e con l’introduzione del sistema proporzionale, in tempi molto più tardi rispetto all’unità, ed ufficialmente solo con la Costituzione della Repubblica Italiana. Per questo motivo, il grafico sottostante espone, secondo ricostruzioni e dichiarazioni, nonché secondo la composizione del governo, l’eventuale supporto che questo avrebbe o ha ottenuto.
Fino al 18 novembre 1865 (VIII legislatura):
| Camera              | Collocazione | Partiti                | Seggi     |
| ------------------- | ------------ | ---------------------- | --------- |
| Camera dei deputati | Maggioranza  | PLC (342), IND (25)    | 367 / 443 |
| Camera dei deputati | Opposizione  | DEM (62), ER-Pd'A (14) | 76 / 443  |

Dal 18 novembre 1865 (IX legislatura):
| Camera              | Collocazione | Partiti                 | Seggi     |
| ------------------- | ------------ | ----------------------- | --------- |
| Camera dei deputati | Maggioranza  | PLC (183), IND (90)     | 273 / 443 |
| Camera dei deputati | Opposizione  | DEM (156), ER-Pd'A (14) | 170 / 443 |

## Composizione
| Carica                                | Titolare                                                                        | Titolare                                                            | Titolare                                                            |
| Presidenza del Consiglio dei ministri | Presidenza del Consiglio dei ministri                                           | Presidenza del Consiglio dei ministri                               | Presidenza del Consiglio dei ministri                               |
| ------------------------------------- | ------------------------------------------------------------------------------- | ------------------------------------------------------------------- | ------------------------------------------------------------------- |
| Presidente del Consiglio dei ministri |                                                                                 |                                                                     | Alfonso La Marmora (Destra storica)                                 |
| Ministero                             | Ministri                                                                        | Ministri                                                            | Ministri                                                            |
| Affari Esteri                         |                                                                                 |                                                                     | Alfonso La Marmora (Destra storica)                                 |
| Agricoltura, Industria e Commercio    |                                                                                 |                                                                     | Luigi Torelli (Indipendente)                                        |
| Lavori Pubblici                       |                                                                                 |                                                                     | Stefano Jacini (Destra storica)                                     |
| Interno                               |                                                                                 |                                                                     | Giovanni Lanza (Destra storica) (fino al 25 agosto 1865)            |
| Interno                               | Giuseppe Natoli (Destra storica) Ad interim (dal 25 agosto al 15 dicembre 1865) |                                                                     |                                                                     |
| Interno                               |                                                                                 | Desiderato Chiaves (Destra storica) (dal 15 dicembre 1865)          |                                                                     |
| Pubblica Istruzione                   |                                                                                 |                                                                     | Giuseppe Natoli (Destra storica)                                    |
| Guerra                                |                                                                                 |                                                                     | Agostino Petitti Bagliani di Roreto (Destra storica)                |
| Marina                                | Alfonso La Marmora (Militare) Ad interim (fino al 22 dicembre 1864)             | Alfonso La Marmora (Militare) Ad interim (fino al 22 dicembre 1864) | Alfonso La Marmora (Militare) Ad interim (fino al 22 dicembre 1864) |
| Marina                                |                                                                                 | Diego Angioletti (Militare) (dal 22 dicembre 1864)                  |                                                                     |
| Finanze                               |                                                                                 |                                                                     | Quintino Sella (Destra storica)                                     |
| Grazia e Giustizia e Culti            |                                                                                 |                                                                     | Giuseppe Vacca (Indipendente) (fino al 10 agosto 1865)              |
| Grazia e Giustizia e Culti            |                                                                                 | Paolo Cortese (Indipendente) (dal 10 agosto 1865)                   |                                                                     |

## Cronologia

### 1864
- 24 settembre - A Torino è pubblicato il reale decreto che accetta le dimissioni del governo Minghetti e dà al generale La Marmora l'incarico di formare il nuovo ministero, nominandolo presidente del consiglio dei ministri, ministro degli affari esteri e, interinalmente, della marina. Il deputato Giovanni Lanza è nominato ministro dell'interno.
- 27 settembre - Nominati il generale Petitti ministro della guerra e il deputato Sella ministro delle finanze.
- 28 settembre - Reale decreto nomina ministro dei lavori pubblici il deputato Stefano Jacini.
- 29 settembre - Reale decreto nomina ministro dell'agricoltura, commercio e industria il senatore Luigi Torelli e della pubblica istruzione Giuseppe Natoli.
- 1º ottobre - Reale decreto nomina ministro di grazia e giustizia e culti il senatore Giuseppe Vacca.
- 19 novembre - La Camera dei Deputati, con 317 favorevoli, 70 contrari e 2 astenuti, ratifica la Convezione di settembre.
- 9 dicembre - Il Senato, con 134 favorevoli, 47 contrari e 2 astenuti, ratifica la Convenzione di settembre.

### 1865
- 3 febbraio - Firenze diviene la nuova capitale del Regno d'Italia.
- 7 febbraio - La Camera dei Deputati, con 184 favorevoli e 63 contrari, approva la legge di unificazione amministrativa.
- 29 febbraio - Il Senato, con 70 favorevoli e 34 contrari, approva la legge di unificazione amministrativa.
- 25 giugno - Vengono promulgati il Codice civile ed il Codice di procedura civile a firma dell’ex-ministro Giuseppe Pisanelli.
- 10 agosto - Il ministro per la Grazia e Giustizia e Culti, Vacca, si dimette e gli è sostituito il deputato Cortese, già segretario generale del ministero delle finanze.
- 14 agosto - Il convegno di Gastein diminuisce nel Governo le speranze d'una guerra fra la Prussia e l'Austria e perciò La Marmora chiede a Ricasoli consigli per rinforzare il ministero, indebolito dalla diminuzione della maggioranza, e riprende la sua idea primitiva di trattare direttamente con l'Austria per la cessione del Veneto.
- 25 agosto - Giovanni Lanza, a causa di alcuni contrasti che lo opponevano a Quintino Sella, si dimette da ministro dell'interno.
- 7 settembre - È sciolta la Camera dei Deputati e convocati gli elettori per il 22 e 29 ottobre; e il nuovo Parlamento a Firenze per il 15 novembre.
- 9 ottobre - La Marmora incarica il conte Alessandro Malaguzzi, di Reggio, di aprire segrete trattative con il Gabinetto di Vienna onde ottenere la cessione del Veneto come condizione della conciliazione con l'Italia. Le istruzioni si dividono in tre parti: questione finanziaria, politico-amministrativa e politica estera.
- 22-29 ottobre - Si svolgono le elezioni politiche: il governo, pur non dimessosi, vede il suo supporto ridimensionato, avendo la Destra storica ottenuto si la maggioranza dei seggi, ma non la maggioranza assoluta. Gli indipendenti continuano a supportare il governo.
- 25 ottobre - Nigra scrive confidenzialmente a La Marmora l'esito dei colloqui di Napoleone III con Bismark a Biarritz, e dice che il senso della risposta dell'Imperatore (circa il conto che la Prussia potrebbe fare della Francia in caso di guerra con l'Austria) e questo: «Se la guerra si restringe in brevi limiti, la Francia lascia fare; essa desidera però che la Prussia retroceda una parte della popolazione danese dello Schleswig alla Danimarca, come soddisfazione all'opinione liberale dell'Europa e della Francia, e come omaggio al principio di nazionalità. Se la guerra avesse o dovesse avere per risultato di dare alla Prussia non solo i Ducati, ma altri territori tedeschi...la Francia dovrebbe pensare a stabilire per sé un contrappeso. Quale?... Esso sarebbe pigliato nel Belgio, con la retrocessione all'Olanda d'Anversa e delle province finitime fiamminghe...Se l'Austria avesse alla testa del suo governo uomini sensati..., la questione sarebbe ben presto risolta [per l'Italia]...Ma...dobbiam contare, a Vienna con una popolazione appassionata, incosciente, a Berlino con gli scrupoli sentimentali del Re simili a quelli di certe donne che vorrebbero amoreggiare senza far peccato, e con la versatilità impaziente e violenta di Bismark...Ad ogni modo mi pare che l'Italia debba tirar partito da questa situazione che in fondo le è favorevole...».
- 5 novembre - Comincia la partenza delle truppe francesi da Roma: partono oggi un reggimento di linea; un battaglione di cacciatori; una batteria d'artiglieria e uno squadrone di ussari; in tutto 3 000 uomini. Ne restano da 13.000 a 14.000.
- 12 novembre - Il conte Malaguzzi, in una corrispondenza da Vienna, riferisce un importante colloquio avuto col presidente del Consiglio dei ministri, Belcredi, a proposito del memoriale consegnato da Malaguzzi stesso due giorni prima per proporre un'alleanza dell'Austria con l'Italia, con conseguente cessione della Venezia, invece dell'alleanza con la Prussia. Malaguzzi, nell'odierno colloquio, ammonisce Belcredi sulla quasi certezza della guerra che Bismark prepara contro l'Austria. Belcredi promette di esaminare la cosa.
- 26 novembre - Per innovare la disciplina in materia, viene ripromulgato, sotto la guida del ministro Paolo Cortese e per l’intero territorio nazionale, il vigente Codice di procedura penale, già promulgato nel 1859 dal ministro del Regno di Sardegna, Vincenzo Maria Miglietti.
- 19 dicembre - Rifiutando la Camera dei Deputati di convalidare il decreto-legge del 29 ottobre relativo al servizio di tesoreria da affidarsi alla Banca d'Italia, solleva vivacissime proteste da parte della Sinistra la dichiarazione del presidente del Consiglio, il quale dice che il governo non ha mai pensato prima «a sciogliere la Camera, ma che, ove se ne presentasse il bisogno, ne avrebbe il coraggio». Venuta ai voti, la Camera con voti 196 su 201 votanti (1 contrari e 4 astenuti), vota un ordine del giorno, proposto da Gioacchino Valerio, fratello del defunto Lorenzo, e da Roggio, Salaris, Mancini — sfavorevole al ministero, che alla sera tiene consiglio e rassegna telegraficamente al Re, che si trova a Torino, le proprie dimissioni.
- 21 dicembre - Alla Camera grande nervosismo per la crisi conseguente al voto di ieri l'altro. Il re Vittorio Emanuele, partito da Torino nella notte, arriva a Firenze alle ore 7; presiede il consiglio dei ministri, del quale accetta le dimissioni, e inizia le consultazioni.
- 24 dicembre - Alfonso La Marmora incontra molte difficoltà nella formazione del nuovo Gabinetto, a causa della questione delle trattative con il papato e specialmente per la questione finanziaria.
- 25 dicembre - Il Centro della Sinistra parlamentare delibera di combattere decisamente anche il nuovo governo, se La Marmora continuerà a farvi parte.
- 27 dicembre - La crisi di governo tarda a risolversi per le esitazioni di Lanza ad accettare il portafoglio delle finanze.
- 31 dicembre - La Marmora forma il nuovo governo, dopo la risoluzione della questione Lanza. Termina formalmente l’esperienza di governo.